# جون جوديناف
جون بانيستر جوديناف (بالإنجليزية: John B. Goodenough) (من مواليد 25 تمّوز/يوليو 1922) هو فيزيائي أمريكي وأستاذ جامعي في فيزياء الجوامد كما يشغلُ منصب أستاذ الهندسة الميكانيكية وعلوم المواد في جامعة تكساس في أوستن. يعود الفضل له – وآخرين – في تحديد وتطوير بطارية أيون الليثيوم كما أنّه أحد مؤسّسي «قواعد جوديناف-كاناموري» التي تُحدّد علامة التبادل الفائق المغناطيسي في المواد.
ولد جوديناف في يينا بألمانيا لأبوين أمريكيين. أثناء وبعد تخرجه من جامعة ييل؛ عملَ مع الجيش الأمريكي كأخصّائي أرصاد جوية في الحرب العالمية الثانية ثمّ تابع دراسته الأكاديمية فحصلَ على الدكتوراه في الفيزياء من جامعة شيكاغو ثمّ أصبحَ باحثًا في معهد ماساتشوستس للتكنولوجيا ثم رئيسًا لمختبر الكيمياء غير العضوية بجامعة أكسفورد؛ ومنذ عام 1986 أصبحَ جوديناف أستاذًا في كلية الهندسة بجامعة يو تي أوستن.
حصلَ جون جوديناف على قلادة العلوم الوطنية، وسام كوبلي، جائزة فيرمي، جائزة تشارلز ستارك درابر وجائزة اليابان كما استُحدثت جائزة تحمل اسمه وتُمنح للذين يلعبون دورًا مهمًا في تطوير مجال علوم المواد. بحلول عام 2019؛ حصلَ جوديناف على جائزة نوبل في الكيمياء وهو في عمرِ الـ 97 عامًا ما جعل منه أكبر حائزٍ على هذه الجائزة المرموقة في تاريخها.

## الحياة المُبكّرة والتعليم
وُلِد جون جوديناف في يينا بألمانيا لأبوين أمريكيين هما إروين رامسديل جوديناف (1893-1965) وهيلين ميريام (لويس) جوديناف. كان والده يعمل على الدكتوراه في جامعة هارفارد وقت مولد جون وأصبحَ فيما بعد أستاذًا في تاريخ الدين بجامعة ييل بينما كان شقيق جون الراحل وارد غوديناف عالم أنثروبولوجيا بجامعة بنسلفانيا. التحق الأخوانِ بمدرسة داخلية في جروتون بولاية ماساتشوستس. بحلول عام 1944؛ حصل جوديناف على درجة البكالوريوس في الرياضيات بامتيازٍ مع مرتبة الشرف من جامعة ييل.
بعد خدمته في الجيش الأمريكي كعالِمِ أرصاد جوية؛ ومشاركتهِ في الحرب العالمية الثانية؛ ذهبَ جوديناف إلى جامعة شيكاغو لإكمال درجة الماجستير وحصل منها أيضًا على درجة الدكتوراه في الفيزياء في عام 1952 حيث كان المشرف عليه هو العالِم كلارنس زينر والذي وجَّهه للتعمّق في مجال الأعطال الكهربائية. خلال مسيرته الدراسية الجامعيّة؛ درسَ جوديناف مع عددٍ من علماء الفيزياء بمن فيهم إنريكو فيرمي وَجون الكسندر سيمبسون كما التقى وتزوج في شيكاغو من طالبة الدراسات العليا في التاريخ إيرين وايزمان.

## المسيرة المهنيّة

### معهد ماساتشوستس للتكنولوجيا
بعد إنهاءِ دراسته الجامعيّة؛ أصبحَ جوديناف عالمًا باحثًا وقائدًا لفريق مختبر لينكولن في معهد ماساتشوستس للتكنولوجيا لمدة 24 عامًا. خلال هذا الوقت؛ كان جزءًا من فريق متعدد التخصصات مسؤولٍ عن تطوير ذاكرة الوصول العشوائي. أدت جهوده البحثية في هذا المجال إلى تطوير عددٍ من المفاهيم من بينها الترتيب المداري التعاوني.

### جامعة أكسفورد

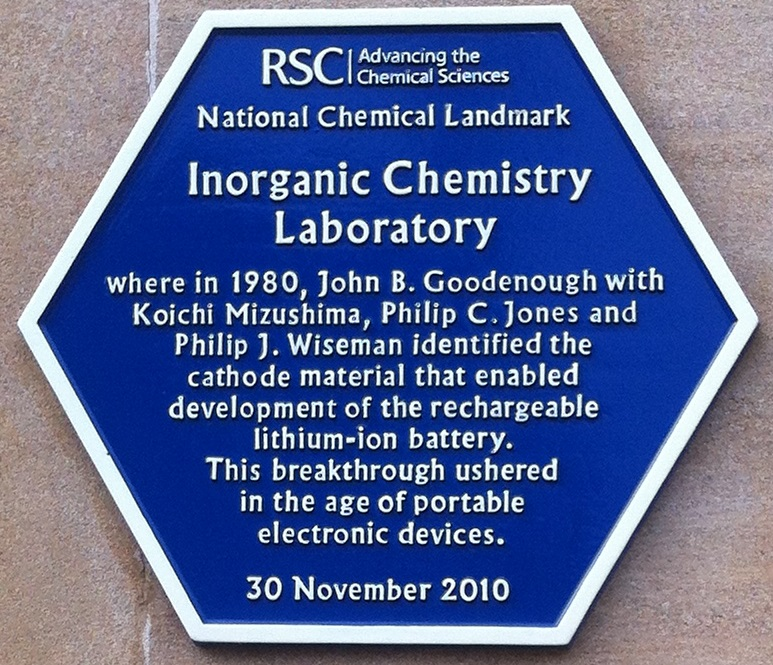
اللوحة الزرقاء التي أقامتها الجمعية الملكية للكيمياء احتفالًا بالتقدم الملحوظ خلال العمل على تطويرِ بطارية أيون الليثيوم القابلة لإعادة الشحن في أكسفورد

خلال أواخر السبعينيات وأوائل الثمانينيات؛ واصلَ جوديناف مسيرته المهنية كرئيسٍ لمختبر الكيمياء غير العضوية بجامعة أكسفورد. يُعزى إلى جون جوديناف قيامه بأبحاثٍ مُهمّة في تطوير بطارية أيون الليثيوم القابلة لإعادة الشحن. لقد تمكَّن جوديناف في التوسع في الأعمال السابقة لستانلي ويتنجهام في مجال البطاريات ووجد في عام 1980 أنه باستخدام Li x CoO 2 كمواد كاثود خفيفة الوزن وعالية الطاقة يُمكن مضاعفة قدرة بطاريات أيون الليثيوم. سُوّقت أعمال جوديناف عبرَ شركة سوني التي كانت تُسوّق أيضًا لأعمال العالم الياباني أكيرا يوشينو والذي ساهمَ هو الآخر في تحسينات إضافية على إنشاء هذا النوع من البطاريات. حصلَ جودنوف على جائزة اليابان في عام 2001 لاكتشافهِ للمواد ذات الأهمية البالغة في تطوير بطاريات الليثيوم عالية الكثافة والطاقة القابلة لإعادة الشحن، كما نالَ هو وويتنغهام ويوشينو جائزة نوبل في الكيمياء لعام 2019 لأبحاثهم في بطاريات أيّون الليثيوم.

### جامعة تكساس
عملَ جوديناف منذ عام 1986 أستاذًا بجامعة تكساس في أوستن في قسمِ الهندسة الميكانيكية الكهربائية. خلال هذه الفترة؛ واصل جون بحثه حول المواد الصلبة الأيونية والأجهزة الكهروكيميائية كما درسَ المواد المحسّنة للبطاريات للمساعدة في تعزيز تطوير المركبات الكهربائية والمساعدة في تقليل الاعتماد على الوقود الأحفوري. حددت مجموعته المواد التي تعتمد على الليثيوم والتي لا تعتمد على الكوبالت مثلَ أكاسيد الليثيوم المنغنيز المُستخدمة اليوم في معظم بطاريات المركبات الكهربائية وفوسفات الليثيوم والحديد التي تُستخدَم في الأجهزة الأصغر مثل أدوات الطاقة. حددت مجموعته أيضًا مواد إلكتروليتية وكهربائية واعدة عديدة لخلايا وقود الأكسيد الصلب.
بحلول 28 شُباط/فبراير 2017؛ نشرَ جوديناف وفريقه في جامعة تكساس ورقة في الدوريّة العلمية الطاقة والعلوم البيئية حول عرضهم لبطارية زجاجية وهي بطارية منخفضة التكلفة تتميّزُ بالحالة الصلبة وهي غير قابلة للاحتراق ولديها دورة طويلة الحياة مع كثافة عالية ومعدلات سريعة من الشحن والتفريغ. بدلاً من الإلكتروليتات السائلة؛ تستخدم هذهِ البطارية إلكتروليتات زجاجية تُمكّن من استخدام أنود فلز قلوي دون تشكيل التشعبات. بفضل هذا الاختراع؛ حصل جوديناف وزميلته ماريا هيلينا براغا على براءة اختراع من جامعة تكساس لتشجيعهما في الاستمرار في تطوير الأبحاث المتعلقة بالبطاريات.

### الأبحاث الأساسية
ركَّز جوديناف في وقتٍ لاحقٍ بحثه على المغناطيسية وسلوك الانتقال العازل للمعادن في أكاسيد الانتقال المعدنية. جنبًا إلى جنبٍ مع الباحث جونجيرو كاناموري؛ طوّر الثنائي مجموعةً من القواعد شبه التجريبية للتنبؤ بالمغناطيسية في عددٍ من المواد في الخمسينيات والستينيات وسُمّيت باسمِ «قواعد جوديناف-كاناموري» والتي تُشكّلُ أساس التبادل الفائق والذي يعد خاصية أساسية للتوصيل الفائق لدرجات الحرارة العالية.

## الجوائز والاعترافات
البروفسور جودنوف هو عضوٌ في الأكاديمية الوطنية للهندسة، الأكاديمية الوطنية للعلوم والأكاديمية الفرنسية للعلوم وهو عضوٌ أيضًا في عددٍ من الأكاديميات المحليّة الأخرى. قام بتأليف أكثر من 550 مقالة؛ 85 مراجعة كتاب وألّفَ خمسة كتب أخرى في مجالي الفيزياء والكيمياء. كانَ جوديناف أحد المشاركين الحاصلين على جائزة إنريكو فيرمي لعام 2009 عن عمله في بطاريات أيون الليثيوم إلى جانبِ سياجفريد هيكر من جامعة ستانفورد الذي حصل على الجائزة عن عمله في تعدين البلوتونيوم.
بحلول عام 2010؛ انتُخبَ جون جوديناف «عضوًا أجنبيًا» في زمالة الجمعية الملكية. وفي الأوّل من شُباط/فبراير 2013 حصلَ جوديناف على الميدالية الوطنية للعلوم من قِبل الرئيس الأمريكي آنذاك باراك أوباما. حصلَ على جائزة تشارلز ستارك درابر في الهندسة، وفي عام 2015 تمّ إدراجه في «قائمة ستانلي ويتنجهام للبحث الرائد» الذي أدى إلى تطوير بطارية أيّون الليثيوم ما مكّنه بعد عامين من الحصول على جائزة ويلش في الكيمياء، قبل أن يحصلَ في عام 2019 على وسام كوبلي من الجمعية الملكية.

## جائزة نوبل في الكيمياء
حصلَ جون جوديناف على جائزة نوبل في الكيمياء في 9 تشرين الأوّل/أكتوبر 2019 عن عمله في بطاريات أيّون الليثيوم أيون إلى جانبِ ستانلي ويتنجهام وأكيرا يوشينو ما جعله أكبر شخصٍ من حيث العمر يفوزُ بهذه الجائزة.

## وفاته
توفي جون جوديناف في 25 يونيو 2023 عن عمر ناهز المئة عام.